# Pedro Paulo de Figuereido da Cunha e Melo
Pedro Paulo de Figuereido da Cunha e Melo (ur. 19 czerwca 1770 w Tavirze, zm. 31 grudnia 1855 w Bradze) – portugalski kardynał.

## Życiorys
Urodził się 19 czerwca 1770 roku w Tavirze. Studiował na Uniwersytecie w Coimbrze, gdzie uzyskał doktorat utroque iure, a następnie został kanonikiem kapituły w Elvas. 3 kwietnia 1843 roku został arcybiskupem Bragi, a 10 września przyjął sakrę. 30 września 1850 roku został kreowany kardynałem prezbiterem, lecz nie otrzymał kościoła tytularnego. Zmarł 31 grudnia 1855 roku w Bradze.